# Fremont megye (Colorado)
Fremont megye az Amerikai Egyesült Államokban, azon belül Colorado államban található. Megyeszékhelye és legnagyobb városa Cañon City. Lakosainak száma 48 939 fő (2020. április 1.).

## Szomszédos megyék
- Teller megye
- Custer megye
- El Paso megye
- Pueblo megye
- Saguache megye
- Chaffee megye
- Park megye

## Népesség
A megye népességének változása:
| Lakosok száma | 46 874 | 47 293 | 46 760 | 46 451 | 46 692 | 48 939 |
|               | 2010   | 2011   | 2012   | 2013   | 2015   | 2020   |